# Altiphylax yarkandensis
Espèce
Synonymes
- Cyrtodactylus yarkandensis Anderson, 1872

Altiphylax yarkandensis est une espèce de geckos de la famille des Gekkonidae.

## Répartition
Cette espèce est endémique du Nord du Pakistan.

## Description
L'holotype de Altiphylax yarkandensis mesure 50 mm, queue non comprise. Cette espèce a la face dorsale gris bleuâtre et présente sept larges bandes noirâtres ondulées qui sont bordées de noir dans leur partie postérieure.

## Étymologie
Son nom d'espèce, composé de yarkand et du suffixe latin -ense, « qui vit dans, qui habite », lui a été donné en référence au lieu de sa découverte, le Yarkand.

## Publication originale
- Anderson, 1872 : On some Persian, Himalayan, and other Reptiles. Proceedings of the Zoological Society of London, vol. 1872, p. 371-404 (texte intégral).